# Heini Meng
Heinrich Anton „Heini“ Meng (* 20. November 1902 in Davos; † 13. August 1982 in Melbourne, Australien) war ein Schweizer Eishockeyspieler.   

## Karriere
Heini Meng nahm für die Schweizer Nationalmannschaft an den Olympischen Winterspielen 1928 in St. Moritz teil, bei denen er mit seiner Mannschaft die Bronzemedaille gewann. Zudem stand er im Aufgebot seines Landes bei den Europameisterschaften 1924, 1925 und 1932, bei denen er jeweils die Bronzemedaille gewann sowie bei der Europameisterschaft 1926, bei der er mit seiner Mannschaft die Goldmedaille gewann. Bei der Weltmeisterschaft 1930 gewann er mit der Schweiz ebenfalls die Bronzemedaille.   
Auf Vereinsebene spielte Meng von 1921 bis 1933 beim HC Davos und von 1933 bis 1938 beim Grasshopper Club Zürich in der Schweiz. Mit dem HC Davos gewann er sieben Meistertitel (1926, 1927, 1929, 1930, 1931, 1932 und 1933) und errang einen Sieg am Spengler Cup (1927).

## Erfolge und Auszeichnungen
- 1924 Bronzemedaille bei der Europameisterschaft
- 1925 Bronzemedaille bei der Europameisterschaft
- 1926 Goldmedaille bei der Europameisterschaft
- 1928 Bronzemedaille bei den Olympischen Winterspielen
- 1930 Bronzemedaille bei der Weltmeisterschaft
- 1932 Bronzemedaille bei der Europameisterschaft